# サヴァンナ・サムソン
サヴァンナ・サムソン Savanna Samson（本名ナタリー・オリヴェロス Natalie Oliveros、ロチェスター (ニューヨーク州)出身、1966年10月14日 - ）は、アメリカ合衆国のポルノ女優、ワイナリー経営者。日本では「サバンナ・サムソン」と表記されることも多い。
スコアーズ・ジェントルメンズ・クラブ (Scores Gentlemen's Club) のナイトクラブで働き始めたとき、彼女は映画『サウス・キャロライナ/愛と追憶の彼方  』でメリンダ・ディロン演ずる双子の姉、サヴァンナへの敬意からサヴァンナという芸名を用いた。彼女が映画に出演し始めたとき、紛らわしくならないよう、旧約聖書の士師記13章〜16章に登場する（サムソンとデリラの物語で有名な）サムソンから、サヴァンナにサムソンを付け加えた。

## 来歴

### 生い立ち
サムソンは、幼児期から10代にかけてバレエを習っていた。彼女は1990年代半ば、ニューヨークの高級ストリップクラブ・スコアーズのエキゾチック・ダンサーとなった。

### デビュー後の経歴

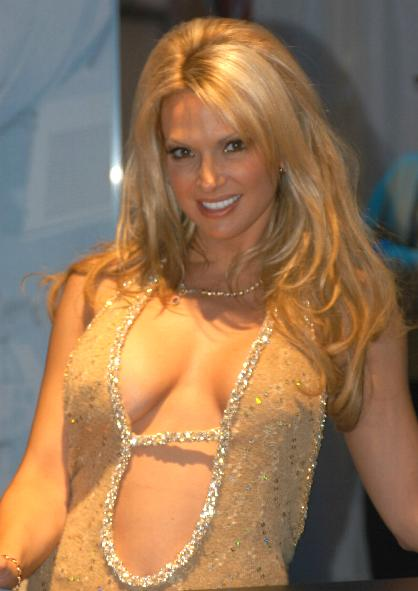
2007年 Adult Entertainment Expoにて

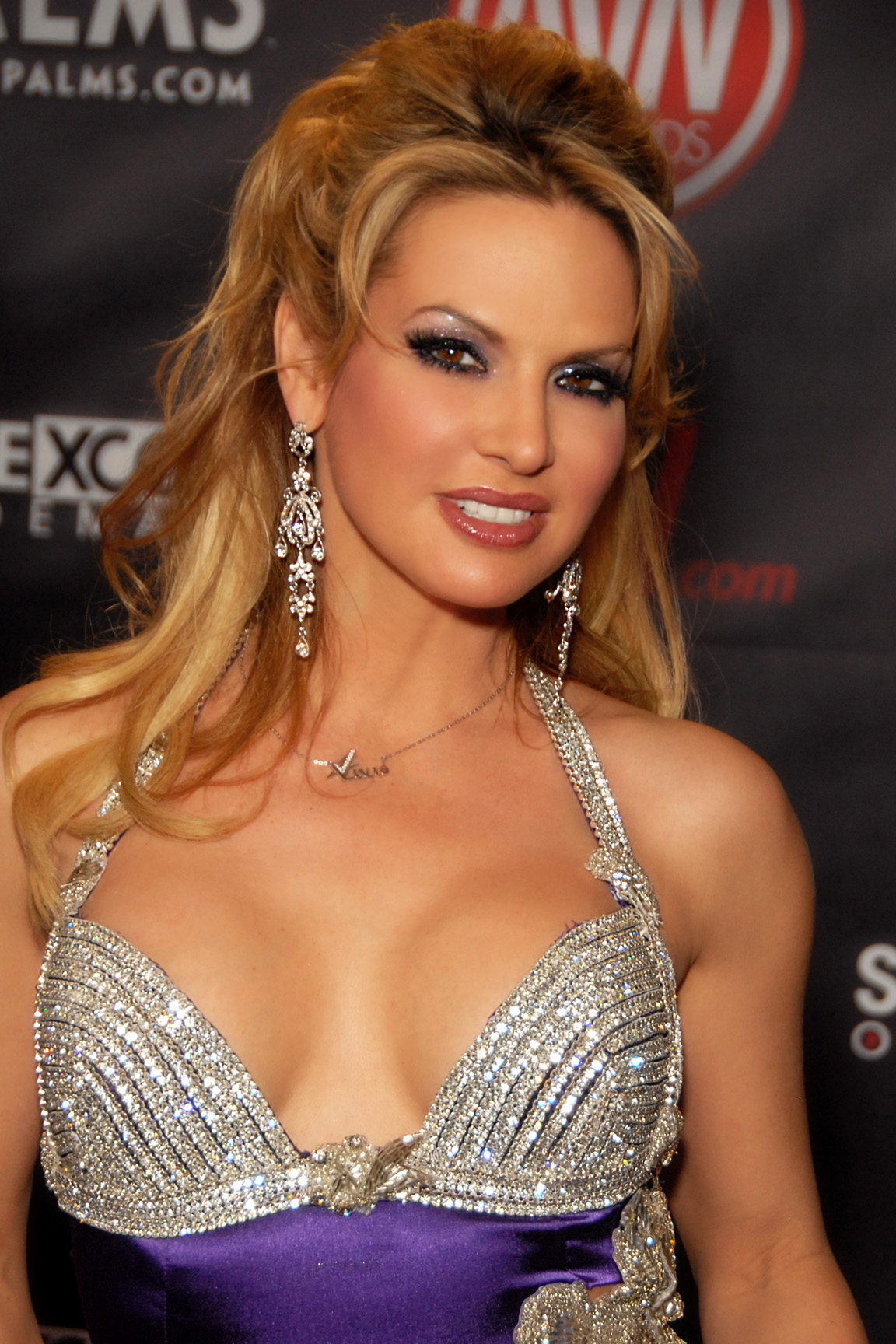
2010年AVNAwardにて

彼女は2000年に、『Rocco Meats an American Angel in Paris 』というポルノ映画でロッコ・シフレディと共演した。サヴァンナは映画撮影の直後に、軽い肛門疾患の治療を受けなければならなかった。これは彼女が顔をしかめて抗議を口にする間も、汗と熱気の中で続けられた有名なアナルセックスシーンによる。
2002年、サムソンはビビッド・エンターテインメントの専属女優になった。サムソンは「How to Have a XXX Sex Life: The Ultimate Vivid's Guide」(2004年 Regan Books刊 ISBN 978-0060581473) に寄稿し、2005年のAVNアワードのホストを務めた。
2006年2月3日、サムソン、ジェナ・ジェイムソン、その他数人のビビッド・ガールズは、デトロイト (ミシガン州) のズー・クラブで最初の「ビビッド/クラブ・ジェナ・スーパーボウル・パーティ (Vivid Club Jenna Super Bowl Party) 」をチケット価格1,000ドルで主催した。但しヌード、性行為は抜きで。このパーティが発表された時、これを公式のスーパーボウルのイベントとして認めなかったNFLとの間で論争が引き起こされた。
サムソンは、サヴァンナ・ワインズというワイン会社を設立した。また、サタデー・ナイト・ライブの寸劇で端役を得た。彼女のワイン発売の直後、サムソンはワインをデフトーンズ、レジーナ・スペクター、ノー・シャームのファンに売るため、いくつかのコンサートに訪れた。サムソンは、当時まだアメリカのポルノ女優ジャニーン・リンデマルダーと交際中だった、ノー・シャームのホルヘ・ルイス・アギラル・クルスと親密になった。彼女はその状況について「私は彼らを両方共とても愛しています。私は誰かの誕生日を特別なものにすることが非常に嬉しいです。」とハワード・スターンに話している。
同年12月、サヴァンナがセックス・アドバイスのマンスリー・レギュラー・コラムニストとして、出会い系サイト「Adult FriendFinder」に参加した事が発表された。
2007年5月3日、サヴァンナはリヒャルト・ワーグナーの楽劇『トリスタンとイゾルデ』を一週間にわたって探求するラジオシリーズ、『The Tristan Mysteries（トリスタンの謎）』の「性的な謎」の回に出演した。この出演について、サヴァンナはこう語っている。-「私はオペラが好きで、予定が許す限りメトロポリタン歌劇場に出掛けて楽しみます。私は、自分が「トリスタンとイゾルデ」の登場人物や一般のオペラの官能的な面を論ずる独特の立場にいると思います。」
2007年5月19日に、彼女はDoYouKnowGeorgeのジョージと共に初のスウィンガーズ・パーティのホストを務めた。これはカップルと独身主義女性のための、高所得者限定イベントであった。

### ワイン会社の経営者として
2005年に彼女はワイン会社「Savanna Samson Wines」を設立し、「Dream One」というラベルの赤ワインの販売を始めた。彼女のワインは非常に高く評価されている。

## 受賞歴
- 2004年 AVN最優秀主演女優賞（映画）『Looking In 』[13]
- 2004年 AVN最優秀グループセックスシーン（映画）『Looking In 』[13]
- 2005年 AVN最優秀レズビアンセックスシーン（映画）『The Masseuse 』(ジェナ・ジェイムソンと共に)[14]
- 2005年 AVN最優秀グループセックスシーン（映画）『Dual Identity 』[13]
- 2005年 XRCO最優秀単独演技賞 『The New Devil in Miss Jones 』[15]
- 2006年 AVN最優秀主演女優賞（映画）『The New Devil in Miss Jones 』[16]
- 2008年 AVN最優秀グループセックスシーン（映画）『チラーズ』[17]
- 2011年 AVN殿堂[18]